# Еденвільська гребля
43°48′58″ пн. ш. 84°22′42″ зх. д. / 43.8162° пн. ш. 84.3783° зх. д.
Дамба Еденвіль була земляною дамбою в місці злиття річки Тіттабавассі та річки Тобакко в Середньому Мічигані, Сполучені Штати, утворюючи озеро Віксом. Дамба була приблизно в одній милі (1,6 км) на північ від Еденвілла, в основному в південно-східному куті Табакко-Тауншип в окрузі Гледвін, а її південно-східний кінець досягав Еденвілль-Тауншип в окрузі Мідленд. Його висота становила 54 фути (16 м), довжина — 6600 футів (2000 м) на вершині.
Гребля була побудована в 1924 році для гідроелектростанції та боротьби з повенями. Дамба була оснащена двома турбінами потужністю 2,4 МВт, здатними виробляти 4,8 МВт електроенергії в цілому.
У травні 2020 року після сильних дощів дамбу Еденвілл прорвало, і дамба Санфорд вниз за течією розлилася, що спричинило серйозні повені в окрузі Мідленд, включаючи місто Мідленд.